# トリニトロアセトニトリル
| トリニトロアセトニトリル         | トリニトロアセトニトリル |
| -------------------------------- | ------------------------ |
| トリニトロアセトニトリルの構造式 |                          |
| 分子式                           | C2N4O6                   |
| 示性式                           | (O2N)3CCN                |
| 分子量                           | 170.04                   |
| CAS登録番号                      | 630-72-8                 |
| 形状                             | 固体                     |
| 融点                             | 41.5 °C                  |

トリニトロアセトニトリル (trinitroacetonitrile) とは、有機化合物の一種で、ニトロ化合物、ニトリル。融点41.5°Cの固体。
シアノ酢酸に発煙硝酸と発煙硫酸を順次作用させて合成した例が報告されている。
ショウノウのような固体で揮発性が強く、速やかに加熱すると220°Cで爆発する。水や、アルコールとアルカリで分解する。硫化水素により還元されてジニトロアセトニトリルに変わる。